# Baku-Tbilisi-Ceyhan-olierørledningen
Baku-Tbilisi-Ceyhan-olierørledningen er en 1.768 kilometer lang olierørledning der går fra Azeri-Chirag-Guneshli-oliefeltet i det Kaspiske Hav til Middelhavet. Olierørledningen forbinder Baku, Aserbajdsjans hovedstad; Tbilisi, Georgiens hovedstad; og Ceyhan, en havneby ved Tyrkiets sydøstlige kyst ved Middelhavet, heraf navnet på olierørledningen. Det er den næstlængste olierørledning i det tidligere Sovjetunionen efter Druzjbarørledningen. Den første olie, der blev pumpet ind i Baku-enden af olierørledningen den 10. maj 2005, nåede ud i Ceyhan den 28. maj 2006.